# Anton Tkáč
Anton Tkáč (Lozorno, 30 marzo 1951 – Bratislava, 22 dicembre 2022) è stato un pistard cecoslovacco, campione olimpico della velocità ai Giochi di Montréal 1976.

## Carriera
Attivo tra i dilettanti in rappresentanza della Cecoslovacchia, nel 1976 vinse la medaglia d'oro nella velocità ai Giochi olimpici di Montréal battendo il 24 luglio, dopo tre combattute prove, il sette volte campione del mondo, il francese Daniel Morelon. Partecipò anche ai Giochi olimpici di Monaco 1972 e di Mosca 1980. Sempre nella velocità per dilettanti vinse due medaglie d'oro ai campionati del mondo su pista: nel 1974 sempre a Montréal - ma su altra pista - davanti al sovietico Sergej Kravcov e nel 1978 a Monaco di Baviera battendo in finale il tedesco orientale Raasch. Ai Mondiali di Leicester 1970 ottenne la medaglia di bronzo - a pari merito con Kravcov - nel chilometro con partenza da fermo nella gara vinta dal danese Fredborg davanti al sorprendente neozelandese Harry Kent. Come molti colleghi del Blocco orientale, non passò mai al professionismo.

## Palmarès
- 1974

Campionati del mondo, Velocità Dilettanti
- 1976

Giochi olimpici, Velocità
- 1978

Campionati del mondo, Velocità Dilettanti

## Piazzamenti

### Competizioni mondiali
- Campionati del mondo

Brno 1969 - Chilometro a cronometro: 8º
Leicester 1970 - Chilometro a cronometro: 3º
Varese 1971 - Chilometro a cronometro: 6º
San Sebastián 1973 - Velocità Dilettanti: 8º
San Sebastián 1973 - Chilometro a cronometro: 10º
Montréal 1974 - Velocità Dilettanti: vincitore
San Cristóbal 1977 - Velocità Dilettanti: 4º
Monaco di Baviera 1978 - Velocità Dilettanti: vincitore
Amsterdam 1979 - Velocità Dilettanti: 5º
- Giochi olimpici

Monaco 1972 - Chilometro a cronometro: 13º
Monaco 1972 - Inseguimento a squadre: 11º
Montréal 1976 - Velocità: vincitore
Mosca 1980 - Velocità: 4º